# Исландия на летних Олимпийских играх 2016
Исландия на летних Олимпийских играх 2016 года была представлена 8 спортсменами в 4 видах спорта. Это самая малочисленная исландская делегация с Игр 1968 года, когда в состав сборной вошли всего 7 спортсменов. Впервые с 2000 года на Игры не смогла квалифицироваться мужская сборная по гандболу. Знаменосцем сборной Исландии на церемонии открытия Игр стал участник двух летних Олимпийских игр дзюдоист Тормодур Йонссон, а на церемонии закрытия — пловчиха Храфнхилдур Лутерсдоуттир, ставшая шестой на дистанции 100 метров брассом. По итогам соревнований исландские спортсмены во второй раз подряд остались без медалей летних Олимпийских игр.

## Состав сборной
Дзюдо
1. Тормодур Йонссон

 Лёгкая атлетика
1. Гюдни Валюр Гюднасон
2. Анита Хинриксдоуттир
3. Асдис Хьяльмсдоуттир

 Плавание
1. Антон Свейнн Макки
2. Эйглоу Оуск Густафсдоуттир
3. Храфнхилдур Лутерсдоуттир

 Спортивная гимнастика
1. Ирина Сазонова

## Результаты соревнований

### Водные виды спорта

#### Плавание
В следующий раунд на каждой дистанции проходят спортсмены, показавшие лучший результат, независимо от места, занятого в своём заплыве.
Мужчины
| Дистанция          | Спортсмены         | Предварительный раунд | Предварительный раунд | Предварительный раунд | Полуфинал            | Полуфинал            | Полуфинал            | Финал                | Финал                |
| Дистанция          | Спортсмены         | Заплыв                | Результат             | Место                 | Заплыв               | Результат            | Место                | Результат            | Место                |
| ------------------ | ------------------ | --------------------- | --------------------- | --------------------- | -------------------- | -------------------- | -------------------- | -------------------- | -------------------- |
| 100 метров брассом | Антон Свейнн Макки | 3                     | 1:01,84               | 35                    | завершил выступление | завершил выступление | завершил выступление | завершил выступление | завершил выступление |
| 200 метров брассом | Антон Свейнн Макки | 5                     | 2:11,39               | 18                    | завершил выступление | завершил выступление | завершил выступление | завершил выступление | завершил выступление |

Женщины
| Дистанция                        | Спортсмены                 | Предварительный раунд | Предварительный раунд | Предварительный раунд | Полуфинал | Полуфинал | Полуфинал | Финал                 | Финал                 |
| Дистанция                        | Спортсмены                 | Заплыв                | Результат             | Место                 | Заплыв    | Результат | Место     | Результат             | Место                 |
| -------------------------------- | -------------------------- | --------------------- | --------------------- | --------------------- | --------- | --------- | --------- | --------------------- | --------------------- |
| 100 метров на спине              | Эйглоу Оуск Густафсдоуттир | 3                     | 1:00,89               | 16 Q                  | 1         | 1:00,65   | 14        | завершила выступление | завершила выступление |
| 200 метров на спине              | Эйглоу Оуск Густафсдоуттир |                       |                       |                       |           |           |           |                       |                       |
| 100 метров брассом               | Хильда Лутерсдоуттир       | 6                     | 1:06,81               | 9 Q                   | 2         | 1:06,71   | 7 Q       | 1:07,18               | 6                     |
| 200 метров брассом               | Хильда Лутерсдоуттир       | 3                     | 2:24,43               | 10 Q                  |           |           |           |                       |                       |
| 200 метров комплексным плаванием |                            |                       |                       |                       |           |           |           |                       |                       |

### Гимнастика

#### Спортивная гимнастика
В квалификационном раунде проходил отбор, как в финал командного многоборья, так и в финалы личных дисциплин. В финал индивидуального многоборья отбиралось 24 спортсмена с наивысшими результатами, а в финалы отдельных упражнений по 8 спортсменов, причём в финале личных дисциплин страна не могла быть представлена более, чем 2 спортсменами. В командном многоборье в квалификации на каждом снаряде выступали по 4 спортсмена, а в зачёт шли три лучших результата. В финале командных соревнований на каждом снаряде выступало по три спортсмена и все три результата шли в зачёт.
Женщины
Многоборья
| Соревнование      | Спортсмены     | Квалификация   | Квалификация        | Квалификация | Квалификация       | Квалификация | Квалификация | Финал                 | Финал                 | Финал                 | Финал                 | Финал                 | Финал                 |
| Соревнование      | Спортсмены     | Опорный прыжок | Разновысокие брусья | Бревно       | Вольные упражнения | Всего        | Место        | Опорный прыжок        | Разновысокие брусья   | Бревно                | Вольные упражнения    | Всего                 | Место                 |
| ----------------- | -------------- | -------------- | ------------------- | ------------ | ------------------ | ------------ | ------------ | --------------------- | --------------------- | --------------------- | --------------------- | --------------------- | --------------------- |
| личное многоборье | Ирина Сазонова | 13,800         | 13,500              | 12,900       | 13,000             | 53,200       | 40           | завершила выступление | завершила выступление | завершила выступление | завершила выступление | завершила выступление | завершила выступление |

Индивидуальные упражнения
| Соревнование        | Спортсмены     | Квалификация | Квалификация | Финал                 | Финал                 |
| Соревнование        | Спортсмены     | Очки         | Место        | Очки                  | Место                 |
| ------------------- | -------------- | ------------ | ------------ | --------------------- | --------------------- |
| разновысокие брусья | Ирина Сазонова | 13,500       | 58           | завершила выступление | завершила выступление |
| бревно              | Ирина Сазонова | 12,900       | 64           | завершила выступление | завершила выступление |
| вольные упражнения  | Ирина Сазонова | 13,000       | 60           | завершила выступление | завершила выступление |

### Дзюдо
Соревнования по дзюдо проводились по системе с выбыванием. В утешительные раунды попадали спортсмены, проигравшие полуфиналистам турнира. Два спортсмена, одержавших победу в утешительном раунде, в поединке за бронзу сражались с дзюдоистами, проигравшими в полуфинале.
Мужчины
| Категория    | Спортсмены       | 1/32 финала        | 1/16 финала                     | 1/8 финала           | Четвертьфинал        | Полуфинал            | Финал                | Место |
| Категория    | Спортсмены       | Соперник Результат | Соперник Результат              | Соперник Результат   | Соперник Результат   | Соперник Результат   | Соперник Результат   | Место |
| ------------ | ---------------- | ------------------ | ------------------------------- | -------------------- | -------------------- | -------------------- | -------------------- | ----- |
| свыше 100 кг | Тормодур Йонссон | Не участвовал      | Мацей Сарнацкий (POL) П 000:100 | Завершил выступление | Завершил выступление | Завершил выступление | Завершил выступление | 17    |

### Лёгкая атлетика
Мужчины
Технические дисциплины
| Дисциплина    | Спортсмен            | Квалификация | Квалификация | Финал     | Финал |
| Дисциплина    | Спортсмен            | Результат    | Место        | Результат | Место |
| ------------- | -------------------- | ------------ | ------------ | --------- | ----- |
| метание диска | Гюдни Валюр Гюднасон |              |              |           |       |

Женщины
Беговые дисциплины
| Дисциплина        | Спортсмен            | Предварительный раунд | Предварительный раунд | Предварительный раунд | Четвертьфиналы | Четвертьфиналы | Четвертьфиналы | Полуфиналы | Полуфиналы | Полуфиналы | Финал | Финал |
| Дисциплина        | Спортсмен            | Забег                 | Время                 | Место                 | Забег          | Время          | Место          | Забег      | Время      | Место      | Время | Место |
| ----------------- | -------------------- | --------------------- | --------------------- | --------------------- | -------------- | -------------- | -------------- | ---------- | ---------- | ---------- | ----- | ----- |
| бег на 800 метров | Анита Хинриксдоуттир |                       |                       |                       | не проводится  | не проводится  | не проводится  |            |            |            |       |       |

Технические дисциплины
| Дисциплина    | Спортсмен            | Квалификация | Квалификация | Финал     | Финал |
| Дисциплина    | Спортсмен            | Результат    | Место        | Результат | Место |
| ------------- | -------------------- | ------------ | ------------ | --------- | ----- |
| метание копья | Асдис Хьяльмсдоуттир |              |              |           |       |